# Jordan Jovkov
Jordan Stefanov Jovkov, bulharsky Йордан Стефанов Йовков (9. listopad 1880, Žeravna – 15. říjen 1937 Plovdiv) byl bulharský spisovatel a dramatik. Vrcholný představitel literárního realismu v Bulharsku. Jeho velkými tématy byl život na bulharském venkově a válka. Původně byl učitelem ve své rodné Dobrudži. Ve 20. letech působil jako diplomat v Bukurešti a v Římě. Psal povídky (mj. Staroplaninské legendy), romány (Žnec, Statek na hranici) a divadelní hry, pro něž je typické, že jejich hlavními postavami bývají ženy (Albena, Boriana).
V anketě Velcí Bulhaři (Великите българи), kterou roku 2006 uspořádala bulharská veřejnoprávní stanice BNT (Българска национална телевизия), a jejímž cílem bylo určit největší osobnost bulharských dějin, skončil na 53. místě.